# Leon de Graaff
Leon de Graaff (Haarlem, 22 februari 1950) is een Nederlands zanger en gitarist. Hij bereikte in 1971 de hitlijsten met Pittsburgh in the rain.

## Biografie
Hij kreeg zijn opleiding aan de MULO, ging vervolgens naar de HBS en studeerde enige tijd fysiotherapie. Gedurende die tijd speelde hij banjo en trompet in een plaatselijk dixielandorkest. Een volgende stap was zijn arbeid voor de retourafdeling van platenlabel Negram, hij verhuisde mee naar Bovema, de Nederlandse tak van EMI Group. Na een korte tijd voor platenlabel Vogue te hebben gewerkt kon hij aan de slag bij platenwinkel Capi Lux aan de Rozengracht in Amsterdam. In zijn vrije tijde speelde hij op bruiloften en partijen Top 40-deuntjes. Hij schreef zich in een voor een talentenjacht van Phonogram en won die. Vervolgens mocht hij Pittsburgh in the rain opnemen onder leiding van Boudewijn de Groot. Van het plaatje werden 10.000 exemplaren gekocht. Vervolgens zette Phonogram de rem op verdere ontwikkeling, ze brachten nog wel twee singles uit, maar aan promotie deed die maatschappij niets, aldus een interview in het Nieuwsblad van het Noorden van 1 maart 1974. Toch gaf De Graaf ook zichzelf een beetje de schuld voor het stokken van zijn muzikale loopbaan. Hij gaf prioriteit aan zijn werkzaamheden bij Capi Lux en de feestavonden.
Muziekblad Muziek Expres benoemde hem in 1971 tot meest belovende artiest van het jaar.
In 1971 was hij te zien in het VARA-programma Boingk-k-k. In het televisieprogramma werd een wedstrijd gehouden wie de beste vertolker was van het lied Manuela van Vader Abraham, die samen met de originele zanger Jacques Herb in de jury zat. In het programma trad ook Rob de Nijs op en gaf Elly de Waard, destijds popcriticus bij De Volkskrant haar commentaar. In 1973 deed hij mee aan het songfestival in Athene, Griekenland, waarbij hij in datzelfde interview zei in het geheel niet werd ondersteund door zijn platenlabel. 
In 1974 nam Conny Vandenbos het liedje Even praten (Clouds) van hem op, dat de Graaff had opgenomen voor zijn nooit verschenen elpee. In 1976 volgde Moeder en dochter (Too bad Anastasia) volgens hetzelfde principe, Herman Pieter de Boer leverde voor die laatste de vertaling.
Na 1974 is niets meer van hem vernomen. Hij zou destijds, vreemd genoeg, tot 1985 werkzaam zijn geweest bij Phonogram. 

## Discografie
Album
Leon de Graaf mocht wel een elpee opnemen, maar door het gedraal bij Phonogram is die op de plank blijven liggen
Singles
- 1971: Pittsburgh in the rain / Coda in minor
- 1972: Simple mind / Other people do (werd ook in het Verenigd Koninkrijk uitgebracht via Decca Records)
- 1973: Sunshine / You’re the one.

NPO Radio 2 Top 2000
| Nummer met noteringen in de NPO Radio 2 Top 2000 | '99  | '00 | '01  |
| ------------------------------------------------ | ---- | --- | ---- |
| Pittsburgh in the rain                           | 1664 | -   | 1819 |

1. ↑  Een '-' betekent dat het nummer niet was genoteerd en een vetgedrukt getal geeft de hoogste notering aan.
2. ↑  Deze tabel is bijgewerkt tot en met de laatste editie (2024).